# Ángel Alonso Martínez
Ángel Alonso Martínez (Burgos, 1 de marzo de 1825-1868) fue un pintor español.

## Biografía
Natural de Burgos, fue discípulo en sus primeros años de la Escuela de Dibujo que sostenía el consulado de aquella población. Se trasladó después a Madrid, donde fue discípulo en un principio de Inocencio Borghini y más tarde de Antonio María Esquivel. El periodista Manuel Ossorio y Bernard, en su Galería biográfica de artistas españoles del siglo XIX, habla de él con las siguientes palabras:

Sus nada comunes facultades hicieron concebir de nuestro artista las esperanzas más halagüeñas; pero toda la facilidad que encontraba para el dibujo y la composición, la tuvo de menos para el sentimiento del color, debiéndose a esta fatal circunstancia el desaliento que en más de una ocasión se apoderó de él, y que en edad muy temprana abandonase la pintura, en cuyo ejercicio no se ocupó desde entonces con la asiduidad que le caracterizó en un principio, haciéndole el discípulo predilecto de Esquivel.

No obstante esto, compuso algunas obras destacadas, como su cuadro de Félix de Valois, varios retratos de la reina para las salas de la Real Audiencia, una virgen de tamaño natural para una iglesia de Santander, una odalisca para un particular y numerosos retratos de familia de las personas más notables de esa misma ciudad y una vista general de Burgos.
Cuando empezó a generalizarse la fotografía, contribuyó en gran manera al desarrollo del nuevo arte, siendo el primero que introdujo en Madrid las ampliaciones en gran tamaño. Asimismo, llegó a reunir más de treinta mil negativas de retratos, gran parte de personas relevantes por su nacimiento, talento o importancia política. Pese a que estos trabajos le abrieron las puertas de la fortuna, Ossorio y Bernard señala que prefirió vivir tranquilamente en el seno de su familia.
Falleció en 1868.